# Lepturginus
Lepturginus is een kevergeslacht uit de familie van de boktorren (Cerambycidae). De wetenschappelijke naam van het geslacht werd voor het eerst geldig gepubliceerd in 1959 door Gilmour.

## Soorten
Lepturginus omvat de volgende soorten:
- Lepturginus obscurellus Gilmour, 1959
- Lepturginus tigrellus (Bates, 1874)